# Grand Prix Hassan II 1998
Il Grand Prix Hassan II 1998  è stato un torneo di tennis giocato sulla terra rossa.
È stata la 14ª edizione del Grand Prix Hassan II,
che fa parte della categoria International Series nell'ambito dell'ATP Tour 1998.
Si è giocato al Complexe Al Amal di Casablanca in Marocco, dal 23 al 30 marzo 1998.

## Campioni

### Singolare
Andrea Gaudenzi ha battuto in finale  Álex Calatrava con il punteggio di 6–4, 5–7, 6–4

### Doppio
Andrea Gaudenzi /  Diego Nargiso hanno battuto in finale  Cristian Brandi /  Filippo Messori con il punteggio di 6–4, 7–6